# Ludwikowo (gmina Mosina)
Ludwikowo – osada w Polsce położona w województwie wielkopolskim, w powiecie poznańskim, w gminie Mosina.
W latach 1975–1998 miejscowość administracyjnie należała do województwa poznańskiego.
Wieś znajduje się ok. 25 km od Poznania i ok. 5 km od Mosiny. W latach 1898–1926 na terenie wsi znajdował się dom kuracyjny i restauracja "Ludwikowo". W wyniku kontrowersyjnego przejęcia został zlikwidowany i zamieniony na szpital dla gruźlików, co spowodowało wielką dyskusję w prasie poznańskiej. Na terenie wsi znajduje się – wchodzący w skład Wielkopolskiego Centrum Pulmonologii i Torakochirurgii im. Eugenii i Janusza Zeylandów w Poznaniu – Szpital w Ludwikowie (wcześniej Szpital Chorób Płuc i Gruźlicy im. Stanisława Staszica), składający się z kilku oddziałów i mieszczący się w dawnej siedzibie sanatorium "Staszicówka". Zachowało się kilka zabytkowych obiektów: budynek główny (pawilon I) i dwie drewniane leżakownie z 1883, willa dyrektora z 1929 oraz pawilon II wybudowany w latach 1929–30. W XIX w. funkcjonowała cegielnia, która zaopatrywała Twierdzę Poznań oraz inne budynki w materiały budowlane. Sygnatury tej cegielni (M.Perkiewicz) można znaleźć m.in. na Forcie Va oraz VIIIa.

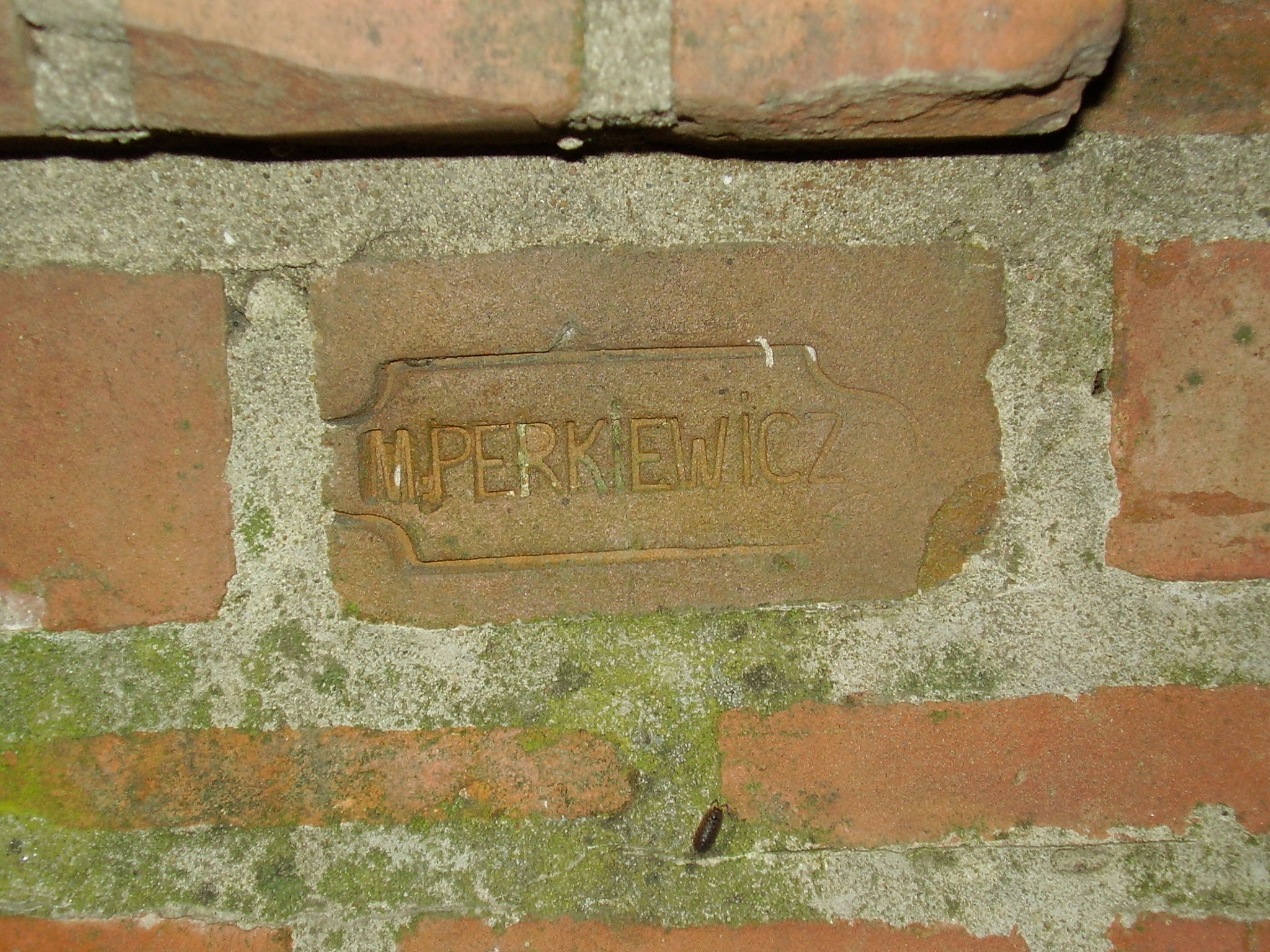
Stempel cegielni funkcjonującej w Ludwikowie

W marcu 1889 teren Góry Staszica (dawniej Ludwikowskiej Góry, niem. Ludwigshohe) wraz z pensjonatem kupiła spółka Die Gesellschaft Luftkurort und Willenanlage Ludwigshohe z zamiarem utworzenia tu kolonii drzew owocowych. Po I wojnie światowej obiekt przeszedł w ręce polskie. Od 1927 funkcjonował jako sanatorium dla chorych na gruźlicę. Sześć lat później stał się własnością Związku Kas Chorych z siedzibą w Warszawie. Podczas II wojny światowej hitlerowcy zorganizowali tu początkowo zakład wynarodowiający dla dziewczynek, potem sanatorium chorób płuc dla dorosłych. Przez kilka miesięcy 1945 roku swoją siedzibę miał tutaj szpital wojskowy Armii Czerwonej. Jesienią tego samego roku zaczęto organizować sanatorium dla dzieci chorych na gruźlicę, w 1996 przemianowano je dla dorosłych. Od 1979 obiekt nazywał się Sanatorium Chorób Płuc i Gruźlicy "Staszycówka" w Ludwikowie, od 2002 – Wojewódzki Specjalistyczny Szpital Gruźlicy i Chorób Płuc im. Stanisława Staszica w Ludwikowie. 1 października 2008 nastąpiło połączenie szpitala z Wielkopolskim Centrum Chorób Płuc i Gruźlicy w Poznaniu. 
Szpital im. S. Staszica położony jest w sercu Wielkopolskiego Parku Narodowego, gdzie w pobliżu obiektu szpitalnego znajdują się polodowcowe jeziora.